# Gardner (Familienname)
Gardner ist als eine häufige Variante von Gardener (dt.: „Gärtner“) ein ursprünglich berufsbezogener englischer Familienname.

## Varianten
- Gardener
- Gardiner

## Namensträger

### A
- Abraham B. Gardner (1819–1881), US-amerikanischer Politiker, Anwalt und Vizegouverneur
- Alex Gardner (Fußballspieler) (1876–1952), schottischer Fußballspieler
- Alex Gardner (Sänger) (* 1991), schottischer Sänger
- Alexander Gardner (1821–1882), US-amerikanischer Fotograf
- Alfred L. Gardner (* 1937), US-amerikanischer Zoologe
- Alice Gardner (1854–1927), englische Althistorikerin
- Andrea Gardner (* 1979), US-amerikanische Basketballspielerin
- Angus Gardner (* 1984), schottischer Rugby-Union-Schiedsrichter
- Anthony Gardner (* 1980), englischer Fußballspieler
- Archibald K. Gardner (1867–1962), US-amerikanischer Jurist
- Arthur Gardner (1910–2014), US-amerikanischer Film- und Fernsehproduzent und Schauspieler
- Ashleigh Gardner (* 1997), australische Cricketspielerin
- Augustus Peabody Gardner (1865–1918), US-amerikanischer Politiker
- Ava Gardner (1922–1990), US-amerikanische Schauspielerin

### B
- Beatrix Gardner (Beatrix Tugendhut Gardner, auch Beatrice T. Gardner; 1933–1995), österreichisch-US-amerikanische Psychologin
- Becca Gardner (* 1990), US-amerikanische Schauspielerin
- Bob Gardner (Fußballspieler) (Robert Gardner; 1847–1887), schottischer Fußballspieler
- Bob Gardner (Leichtathlet) (Robert Gardner; * 1935), US-amerikanischer Hochspringer
- Booth Gardner (1936–2013), US-amerikanischer Politiker
- Brett Gardner (* 1983), US-amerikanischer Baseballspieler
- Bruce Gardner (1942–2008), US-amerikanischer Agrarökonom
- Bunk Gardner (* 1933), US-amerikanischer Rockmusiker
- Burgess Gardner (1936–2021), US-amerikanischer Trompeter
- Buzz Gardner (1931–2004), US-amerikanischer Musiker

### C
- C. J. Gardner-Johnson (* 1997), US-amerikanischer American-Football-Spieler
- Cal Gardner (1924–2001), kanadischer Eishockeyspieler und -trainer
- Cecelia Sue Gardner (* 1939), US-amerikanische Botanikerin
- Charles Austin Gardner (1896–1970), australischer Botaniker
- Chris Gardner (* 1954), US-amerikanischer Broker
- Clifford Gardner (1924–2013), US-amerikanischer Mathematiker
- Cory Gardner (* 1974), US-amerikanischer Politiker
- Craig Gardner (Fußballspieler) (* 1986), englischer Fußballspieler
- Craig Shaw Gardner (* 1949), US-amerikanischer Autor

### D
- Dale Gardner (1948–2014), US-amerikanischer Astronaut
- Dan Gardner (* 1968), kanadischer Journalist und Autor
- Dana Gardner (* 1950), US-amerikanischer Vogelillustrator
- Daniel Gardner (1750–1805), britischer Maler
- Dave Gardner (Fußballspieler, 1873) (David Richmond Gardner; 1873–1931), schottischer Fußballspieler
- Dave Gardner (David Gardner; 1926–1983), US-amerikanischer Komiker und Sänger, siehe Brother Dave Gardner
- Dave Gardner (Eishockeyspieler) (David Calvin Gardner; 1952–2023), kanadischer Eishockeyspieler und -trainer
- Dave Gardner (Fußballspieler, 1976) (David Gardner; * 1976), englischer Fußballspieler
- David Gardner (Schauspieler) (1928–2020), kanadischer Schauspieler
- David Gardner (Journalist), britischer Journalist
- David Gardner (Rollstuhltennisspieler) (* 1972), britischer Rollstuhltennisspieler
- David Gardner-Medwin († 2014), britischer Neurologe
- David J. Gardner, US-amerikanischer Komponist und Arrangeur
- Dede Gardner (* 1967), US-amerikanische Filmproduzentin
- Derek Gardner (1931–2011), britischer Automobildesigner
- Derrick Gardner (* 1965), US-amerikanischer Jazzmusiker
- Dora Gardner (1912–1994), britische Hochspringerin

### E
- Ed Gardner (1901–1963), US-amerikanischer Schauspieler, Schriftsteller und Regisseur
- Edmund Garratt Gardner (1869–1935), britischer Romanist und Italianist

- Edward Gardner (Dirigent) (* 1974), englischer Dirigent
- Edward Gardner (Botaniker) (1784-ca. 1824) britischer Botaniker und Naturforscher
- Edward Joseph Gardner (1898–1950), US-amerikanischer Politiker
- Eldon John Gardner (1909–1989), US-amerikanischer Genetiker
- Elizabeth Gardner (Schauspielerin), Schauspielerin
- Elizabeth Gardner (Filmemacherin) (Elizabeth O’Brien Gardner), Dokumentarfilmerin
- Elizabeth Gardner (Freestyle-Skierin) (* 1980), australische Freestyle-Skierin
- Elizabeth Jane Gardner (1837–1922), französische Malerin US-amerikanischer Herkunft
- English Gardner (* 1992), US-amerikanische Leichtathletin
- Erle Stanley Gardner (1889–1970), US-amerikanischer Schriftsteller und Rechtsanwalt
- Ernest Arthur Gardner (1862–1939), britischer Archäologe

### F
- Francis Gardner (1771–1835), US-amerikanischer Politiker
- Francis Jacob Gardner (1714–1796), britisch-russischer Unternehmer und Porzellanfabrikant
- Frank Gardner (1930–2009), australischer Rennfahrer
- Frank Gardner (Politiker) (1872–1937), US-amerikanischer Politiker
- Franklin Gardner (1823–1873), US-amerikanischer Generalmajor der Konföderierten
- Freddy Gardner (1910–1950), britischer Musiker und Bandleader
- Frederick D. Gardner (1869–1933), US-amerikanischer Politiker

### G
- Gary Gardner (* 1992), englischer Fußballspieler
- George Gardner (Botaniker) (1812–1849), britischer Botaniker
- George Gardner (Eishockeyspieler) (George Edward Gardner; 1942–2006), kanadischer Eishockeytorwart
- Gerald Brosseau Gardner (1884–1964), englischer Kolonialbeamter, Autor und Okkultist
- Gideon Gardner (1759–1832), US-amerikanischer Politiker
- Graham Gardner (* 1975), britischer Schriftsteller
- Guy Spence Gardner (* 1948), US-amerikanischer Astronaut

### H
- Helen Gardner (1878–1946), US-amerikanische Kunsthistorikerin
- Helen Louise Gardner (1908–1986), britische Literaturwissenschaftlerin
- Henry Gardner (Politiker, 1731) (1731–1782), amerikanischer Politiker, Treasurer von Massachusetts
- Henry Gardner (Politiker, 1818) (1818–1892), US-amerikanischer Politiker, Gouverneur von Massachusetts
- Herb Gardner (1934–2003), US-amerikanischer Cartoonist
- Herb Gardner (Musiker) (* um 1935), US-amerikanischer Jazzmusiker
- Herman L. Gardner (1912–1982), US-amerikanischer Gynäkologe
- Howard Gardner (* 1943), US-amerikanischer Pädagoge und Psychologe

### I
- Isabella Stewart Gardner (1840–1924), US-amerikanische Philanthropin und Kunstsammlerin
- Irvine Clifton Gardner (1889–1972), US-amerikanischer Physiker
- Iwan Alexejewitsch Gardner (1898–1984), russischer Geistlicher und Musikwissenschaftler

### J
- Jacco Gardner (* 1988), niederländischer Musiker
- Jack Gardner (Musiker) (1903–1957), amerikanischer Jazzpianist und Songwriter
- Jack Gardner (Boxer) (1926–1978), britischer Boxer
- James Gardner (Tennisspieler), amerikanischer Tennisspieler
- James Gardner (Designer) (1907–1995), britischer Industriedesigner
- James Gardner, ein Pseudonym von Jess Franco (1930–2013), spanischer Regisseur, Drehbuchautor und Schauspieler
- James Gardner (Kameramann), amerikanischer Kameramann
- James Gardner (Regisseur), amerikanischer Regisseur
- James Alan Gardner (* 1955), kanadischer  Science-Fiction-Autor
- James Carson Gardner (* 1933), amerikanischer Politiker
- James H. Gardner (1910–2000), amerikanischer Basketballspieler und -trainer
- James Knoll Gardner (* 1940), amerikanischer Richter
- Jane F. Gardner (1934–2023), britische Althistorikerin
- Jason Gardner (* 1980), US-amerikanischer Basketballspieler
- Jeff Gardner (* 1953), US-amerikanischer Jazzmusiker
- Jimmy Gardner (1924–2010), englischer Schauspieler
- Joe Gardner (1943–2002), US-amerikanischer Jazztrompeter und Arrangeur
- John Gardner (Politiker, 1697) (1697–1764), britischer Jurist, Politiker und Offizier
- John Gardner (Politiker, 1747) (1747–1808), US-amerikanischer Landwirt und Politiker (Rhode Island)
- John Gardner (Komponist) (1917–2011), britischer Komponist
- John Gardner (Schauspieler), US-amerikanischer Schauspieler
- John Gardner (Schriftsteller, 1926) (1926–2007), britischer Autor von Spionage- und Kriminalromanen
- John Gardner (Schriftsteller, 1933) (1933–1982), US-amerikanischer Autor
- John Gardner (Rechtsphilosoph) (1965–2019), britischer Rechtsphilosoph
- John Edmund Gardner (1926–2007), britischer Schriftsteller
- John J. Gardner (1845–1921), US-amerikanischer Politiker
- John Lowell Gardner (1837–1898), US-amerikanischer Geschäftsmann, Kunstsammler und Mäzen
- John Starkie Gardner (1844–1930), britischer Unternehmer, Waffenhistoriker, Geologe und Botaniker
- John W. Gardner (1912–2002), US-amerikanischer Politiker
- Joseph Gardner (1752–1794), US-amerikanischer Politiker
- Joseph Martin Luther Gardner (1970–2008), US-amerikanischer Mörder
- Julia A. Gardner (1882–1960), US-amerikanische Paläontologin
- Julian Gardner (Kunsthistoriker) (* 1940), britischer Kunsthistoriker
- Julian Gardner (Rugbyspieler) (Julian Michael Harold Gardner; * 1964), australisch-italienischer Rugby-Union-Spieler
- Julian Gardner (Pokerspieler) (* 1978), britischer Pokerspieler
- June Gardner (1930–2010), US-amerikanischer Musiker

### K
- Keith Gardner (1929–2012), jamaikanischer Leichtathlet
- Kevin Gardner (* 1981), kanadischer Eishockeyspieler
- Kevin Gardner (Tennisspieler) (* 1983), antiguanischer Tennisspieler
- Kim Gardner (1948–2001), englischer Rockmusiker (Bass)

### L
- Lauren Gardner, US-amerikanische Ingenieurin und Epidemiologin
- Laurence Gardner (1943–2010), britischer Autor
- Leonard Gardner (* 1933), US-amerikanischer Schriftsteller
- Lisa Gardner (* 1971), US-amerikanische Schriftstellerin

### M
- Margaret Gardner (* 1954), australische Wirtschaftswissenschaftlerin, Hochschullehrerin und Politikerin
- Martin Gardner (1914–2010), US-amerikanischer Unterhaltungsmathematiker
- Maureen Gardner (1928–1974), britische Leichtathletin
- Meredith Gardner (1912–2002), US-amerikanischer Linguist
- Meredith Gardner (Freestyle-Skierin) (* 1961), kanadische Freestyle-Skierin
- Mills Gardner (1830–1910), US-amerikanischer Politiker

### N
- Nora Gardner, Geburtsname von Nora Perry (* 1954), englische Badmintonspielerin

### O
- Obadiah Gardner (1852–1938), US-amerikanischer Politiker
- Oliver Max Gardner (1882–1947), US-amerikanischer Politiker
- Otto Gardner (* um 1950), US-amerikanischer Jazzmusiker

### P
- Paul Gardner (* 1956), kanadischer Eishockeyspieler und -trainer
- Percy Gardner (1846–1937), britischer Klassischer Archäologe
- Peter Gardner (1925–1996), neuseeländischer Leichtathlet
- Phyllis Gardner (1890–1939), englische Künstlerin und Autorin

### R
- Rachel Gardner, australische Film- und Fernsehproduzentin
- Randy Gardner (* 1958), US-amerikanischer Eiskunstläufer und Choreograf
- Remy Gardner (* 1998), australischer Motorradrennfahrer
- Ricardo Gardner (* 1978), jamaikanischer Fußballspieler
- Richard Gardner (Reiter), neuseeländischer Springreiter
- Richard A. Gardner (1931–2003), US-amerikanischer Kinderpsychiater
- Richard E. Gardner (1915–1972), US-amerikanischer Schauspieler
- Richard J. Gardner (* 1949), US-amerikanischer Mathematiker
- Richard L. Gardner (* 1943), britischer Biologe
- Richard N. Gardner (1927–2019), US-amerikanischer Jurist und Diplomat
- Robert Gardner (Golfspieler) (1890–1956), US-amerikanischer Golfspieler und Stabhochspringer
- Robert Gardner (Anthropologe) (1925–2014), US-amerikanischer Anthropologe und Filmemacher
- Robert Gardner (Sänger), US-amerikanischer Sänger (Bass)
- Robert Allen Gardner (1930–2021), US-amerikanischer Psychologe
- Robert Brown Gardner (1939–1998), US-amerikanischer Mathematiker
- Robert H. Gardner (* 1947), US-amerikanischer Dokumentarfilmer, Filmproduzent, Filmregisseur und Drehbuchautor
- Robyn Grey-Gardner (* 1964), australische Ruderin
- Roland Gardner (1912–1989), britischer Autorennfahrer
- Ronald Gardner (* 1940), schottischer Radrennfahrer
- Ronnie Gardner (1961–2010), US-amerikanischer Mörder
- Roy Gardner (1884–1940), US-amerikanischer Räuber
- Rulon Gardner (* 1971), US-amerikanischer Ringer
- Ryan Gardner (* 1978), schweizerisch-kanadischer Eishockeyspieler

### S
- Sally Gardner (* 1954), britische Kinderbuchautorin
- Samuel Gardner (1891–1984), US-amerikanischer Violinist, Komponist und Musikpädagoge
- Sauce Gardner (* 2000), US-amerikanischer American-Football-Spieler
- Sonia Gardner (* 1962), marokkanisch-US-amerikanische Finanzmanagerin
- Stanley Gardner (1890–1945), kanadischer Pianist und Musikpädagoge
- Steve Gardner (Fußballspieler, 1958) (* 1958), englischer Fußballspieler
- Steve Gardner (Fußballspieler, 1968) (* 1968), englischer Fußballspieler
- Sue Gardner (* 1967), kanadische Journalistin

### T
- Taimane Gardner (* 1989), US-amerikanische Ukulelespielerin und Komponistin
- Teddy Gardner (1922–1977), britischer Boxer
- Trixie Gardner, Baroness Gardner of Parkes (1927–2024), britische Politikerin (Conservative Party) und Zahnärztin

### V
- Vince Gardner, US-amerikanischer Automobildesigner
- Vincent Gardner (* 1972), US-amerikanischer Jazzposaunist, Komponist, Bandleader und Musikpädagoge
- Virginia Gardner (* 1995), US-amerikanische Schauspielerin

### W
- Washington Gardner (1845–1928), US-amerikanischer Politiker
- Wayne Gardner (* 1959), australischer Motorradrennfahrer
- William Montgomery Gardner (1824–1901), US-amerikanischer Brigadegeneral der Konföderierten